# Pico Duarte
Pico Duarte è la montagna più elevata dei Caraibi, è situato nella Cordillera Central, la principale catena montuosa della Repubblica Dominicana. La vetta raggiunge i 3.098 m s.l.m. e si trova all'interno del Parque Nacional Armando Bermúdez.
La Cordillera Central si estende dalle pianure tra San Cristóbal e Baní verso nord-ovest e la penisola di Haiti dove prende il nome di Massif du Nord.